# Bator Sambuev
Bator Sambuev (russisch Батор Сергеевич Самбуев; * 25. November 1980 in Ulan-Ude) ist ein kanadischer Schachspieler. Bis 2010 hat er für Russland gespielt.
Die kanadische Einzelmeisterschaft konnte er dreimal gewinnen: 2011 in Guelph, 2012 in Montreal und 2017. Er spielte für Kanada bei zwei Schacholympiaden: 2012 und 2014. Beim Schach-Weltpokal 2013 scheiterte er in der ersten Runde an Alexander Morosewitsch, ebenso beim Schach-Weltpokal 2017 an Wei Yi.
Im Jahre 1999 wurde ihm der Titel Internationaler Meister (IM) verliehen, 2006 der Titel Großmeister (GM). Seine Elo-Zahl beträgt 2514 (Stand: Oktober 2020), seine bisher höchste war 2571 im April 2004.
| Hier fehlt eine Grafik, die leider im Moment aus technischen Gründen nicht angezeigt werden kann. Wir arbeiten daran! |